# Сергий II
Сергий II (лат. Sergius PP. II; ? — 27 января 847) — папа римский с января 844 по 27 января 847 года.

## Биография
Был родственником пап Стефана IV (V) и Адриана II.
После смерти Григория IV архидиакон Иоанн был провозглашен папой всенародным единодушным одобрением, в то время как аристократия избрала Сергия, римлянина знатного происхождения. Оппозиция была подавлена и Сергий был рукоположён вопреки желанию императора Лотаря I.
Лотарь I не одобрил этого отказа от «Римского постановления» 824 года, по которой папа не должен быть освящен, пока его избрание не получит одобрение франкского императора. Он послал армию под командованием своего сына Людовика II, недавно назначенного соправителем Итальянского королевства, чтобы восстановить свою власть в Риме. Церковь и император достигли компромисса и Людовик II был коронован папой королём лангобардов, хотя папа не принял всех требований, предъявляемым к нему.
Сергий способствовал реконструкции зданий Рима. При этом при Сергии II большого размаха достигло симония — торговля церковными должностями и санами (якобы именно так папа получал деньги для реставрации зданий).
Во время его понтификата произошло разграбление Рима арабами в 846 году, во время которого были разорены базилики Святого Петра и Святого Павла.
Сергий скончался во время переговоров между двумя патриархами.